# Nikołaj Malko
Nikołaj Andriejewicz Malko, ros. Никола́й Андре́евич Малько́ (ur. 22 kwietnia?/4 maja 1883 w Brajłowie, zm. 23 czerwca 1961 w Sydney) – amerykański dyrygent i pedagog pochodzenia rosyjskiego.

## Życiorys
Początkowo uczył się gry na fortepianie w Odessie. Ukończył studia filologiczne na Uniwersytecie Petersburskim (1906). Kształcił się w Konserwatorium Petersburskim u Nikołaja Rimskiego-Korsakowa, Anatolija Ladowa i Aleksandra Głazunowa (kompozycja) oraz Nikołaja Czeriepnina (dyrygentura). Odbył też uzupełniające studia dyrygenckie u Felixa Mottla w Monachium. W latach 1909–1918 był dyrygentem Teatru Maryjskiego w Petersburgu. Od 1918 do 1921 roku przebywał w Witebsku, gdzie był dyrektorem miejscowego konserwatorium. Wykładał w Konserwatorium Moskiewskim (1921–1925) i Konserwatorium Leningradzkim (1925–1928). Do jego uczniów należał Jewgienij Mrawinski. Prowadził także orkiestrę Filharmonii Leningradzkiej, z którą dokonał prawykonania I (1925) i II (1926) symfonii Dmitrija Szostakowicza.
W 1928 roku wyemigrował ze ZSRR. Do 1932 roku działał w Kopenhadze jako dyrygent Danmarks Radios Symfoniorkestret. W 1933 roku debiutował w Londynie z orkiestrą Royal Philharmonic Society. Od 1938 roku występował w Stanach Zjednoczonych. Prowadził orkiestry w Bostonie (1941–1942) i Chicago (1945–1956). W 1946 roku otrzymał amerykańskie obywatelstwo. Wykładał w Mills College w Oakland i DePaul University w Chicago. Od 1954 do 1955 roku dyrygował Yorkshire Symphony Orchestra, następnie od 1956 roku był dyrygentem Sydney Symphony Orchestra.
Opublikował pracę The Conductor and his Baton (Kopenhaga 1950, wyd. rosyjskie pt. Osnowy tiechniki diriżyrowanija Moskwa 1965) oraz autobiografię A Certain Art (Nowy Jork 1966). Kawaler duńskiego Orderu Danebroga (1950).